# Іспрінген
Іспрінген (нім. Ispringen) — громада в Німеччині, знаходиться в землі Баден-Вюртемберг. Підпорядковується адміністративному округу Карлсруе. Входить до складу району Енц.
Площа — 8,21 км2. Населення становить 5996 ос. (станом на 31 грудня 2020).